# Ländliche Entwicklung
Als Ländliche Entwicklung, auch Landentwicklung, wird die Entwicklung des ländlichen Raumes mit dem Ziel, die Lebensbedingungen der Landbevölkerung zu verbessern, bezeichnet.

## Bedeutung
Allgemein ist der Lebensstandard auf dem Land oft niedriger und der Entwicklungsstand geringer als in städtischen Gebieten. Industrie- und Dienstleistungssektor sind meistens auf die Städte konzentriert, während in ländlichen Gebieten die Landwirtschaft eine wichtige Rolle einnimmt. Oft fehlt es im ländlichen Raum an Arbeitsplätzen und Perspektiven, was zur Abwanderung vor allem junger Menschen in die Städte (Landflucht) führt. In den Entwicklungsländern landen Landflüchtlinge oftmals in den städtischen Slums, wo die Bedingungen kaum besser sind. Sind die Disparitäten zwischen Stadt und Land sehr groß, kann dies auch Konfliktpotenzial bergen.
Da 80 % der Hungernden auf der Welt auf dem Land leben (50 % Kleinbauern, 22 % landlose Landarbeiter, 8 % Fischer, Viehzüchter usw.), muss sich auch die Bekämpfung von Welthunger und Armut auf den ländlichen Raum konzentrieren. Ländliche Entwicklung genießt daher in Außenhilfe einschließlich Entwicklungshilfe hohe Priorität. In der Agenda 21 der Vereinten Nationen nimmt die ländliche Entwicklung (rural development) eine Schlüsselrolle ein.
Ein Unterthema der Landentwicklung ist die Dorfentwicklung, mit Fokus auf die kleinstregionalen Zentren, und eine umlandgerechte Stadtentwicklung. Überspannender Rahmen ist die Regionalentwicklung, die sich um größere urbane wie auch rurale Räume kümmert.

## Maßnahmen zur Förderung der ländlichen Entwicklung
Während die Bedeutung der ländlichen Entwicklung weitgehend unumstritten ist, ist es sehr umstritten, welche Maßnahmen zu deren Förderung geeignet sind und in welche Richtung die Entwicklung des ländlichen Raumes überhaupt gehen soll.

### Subventionen
Eine Möglichkeit zur Förderung der ländlichen Entwicklung ist die Subventionierung des ländlichen Raumes und von dessen Entwicklung durch den Staat und insbesondere durch Gelder aus den Städten. Dieses Modell wurde beispielsweise in der Schweiz seit etwa 1925 mit Erfolg praktiziert. Hier investierte der Staat große Summen in den Ausbau von Infrastruktur, Bildung und sozialer Sicherheit und in die Modernisierung der Landwirtschaft in den ärmeren Gebirgskantonen.
Das Modell der Subventionierung zieht allerdings Kritik auf sich, etwa wenn Zweifel an der effizienten Nutzung der bereitgestellten Mittel laut werden. Auch wird befürchtet, dass Subventionen die Eigeninitiative und Innovation der Landbevölkerung selbst lähmen können. In Entwicklungsländern fehlen meistens die Mittel für Subventionen, sodass die entsprechenden Aufgaben teilweise von internationalen Hilfsorganisationen übernommen werden.

### Schaffung von Standortvorteilen
Eine weitere Möglichkeit besteht darin, durch die Schaffung von künstlichen Standortvorteilen den ländlichen Raum für Investitionen attraktiv zu machen. Dieses geschieht vor allem durch Steuervergünstigungen. An diesem Modell wird kritisiert, dass sich ländliche Gebiete auf diese Weise „ungerechte“ Vorteile gegenüber den Städten verschafften, dass bisweilen der Grundsatz einer „gerechten“ Besteuerung untergraben, die Steuerflucht gefördert und ein letztlich für Stadt und Land ruinöser „Wettlauf nach unten“ ausgelöst werde.

### Strukturreformen
Reformen der Agrarstruktur auf dem Land werden heutzutage vor allem für Entwicklungsländer propagiert, wo nicht nur die Unterschiede zwischen Stadt und Land, sondern auch die sozialen Gegensätze innerhalb des ländlichen Raumes wesentlich extremer sind als in Industrieländern. Der Mehrheit der oft in großer Armut lebenden Kleinbauern und Landlosen steht meistens eine wohlhabende Minderheit von Großgrundbesitzern entgegen. Diese lassen oft einen Großteil ihrer Ländereien brach liegen und investieren die Gewinne, die sie erzielen, kaum wieder in die Landwirtschaft oder in die weitere Entwicklung der Umgebung.
Daher existieren in vielen Entwicklungsländern Bestrebungen zu Landreformen, die jedoch meistens nur langsam umgesetzt werden. Auch gewährleistet eine Landreform allein noch keinen Erfolg.

## Ziele der ländlichen Entwicklung
Allgemein anerkannt ist das Ziel, dass ländliche Entwicklung die Lebensbedingungen der Landbevölkerung verbessern und langfristige Perspektiven für diese schaffen soll. Darüber, wie genau diese Entwicklung aussehen soll, gibt es jedoch höchst unterschiedliche Auffassungen. Während die Einen eine „nachhaltige Entwicklung“ des ländlichen Raumes mit einer kleinbäuerlich dominierten, nach ökologischen Prinzipien ausgerichteten Landwirtschaft inklusive der Erhaltung alter Kulturlandschaften anstreben, visieren die Anderen eine Entwicklung hin zu einer modernen, rationalisierten Landwirtschaft sowie eine Abwertung der Landwirtschaft zugunsten einer Aufwertung von Industrie und Dienstleistungen an.

## Programme und Strategien

### Europa
Die Europäische Union stellt das Programm ELER (inklusive LEADER+) zur Verfügung, das gezielt die Verbesserung der Lebensbedingung in ländlichen Gebieten verbessern will. Außerdem verfolgt sie die Lokale Agenda 21, das ist die regionalisierte, kleinräumige Umsetzung der Agenda 21 der UNCED. Das Programm INTERREG soll in Europa der Regionen die grenzübergreifende Stadt- und Landentwicklung fördern.

### Integrierte ländliche Entwicklung als Strategie der Entwicklungspolitik
Ein vor allem in den 1970er und 1980er Jahren vieldiskutiertes Konzept der Entwicklungspolitik war die „Integrierte ländliche Entwicklung“ (ILE). Dabei ging es unter anderem darum, verarmte Landbewohner (als Zielgruppe) zu befähigen, eine ländliche Entwicklung in Gang zu setzen, und insofern die soziale und die wirtschaftliche Entwicklung zu integrieren. Die meisten ILE-Vorhaben scheiterten jedoch am „Politik/Programm-Dilemma“: Die politische Eliten waren oft nicht bereit, die nötigen Voraussetzungen für das Gelingen von ILE-Projekten zu schaffen, etwa durch eine Agrarreform, oder Veränderungen auch nur zuzulassen. Regierungen der Empfängerländer von ILE-Hilfen verbaten sich entsprechende Aufforderungen der Geberländer, Reformen durchzuführen, als „Einmischung in die inneren Angelegenheiten“. Hinzu kamen die Schwierigkeiten der Komplexität der ILE-Programme, die an vielen Stellen vieles zugleich ändern wollten. 